# Walther Kaufmann

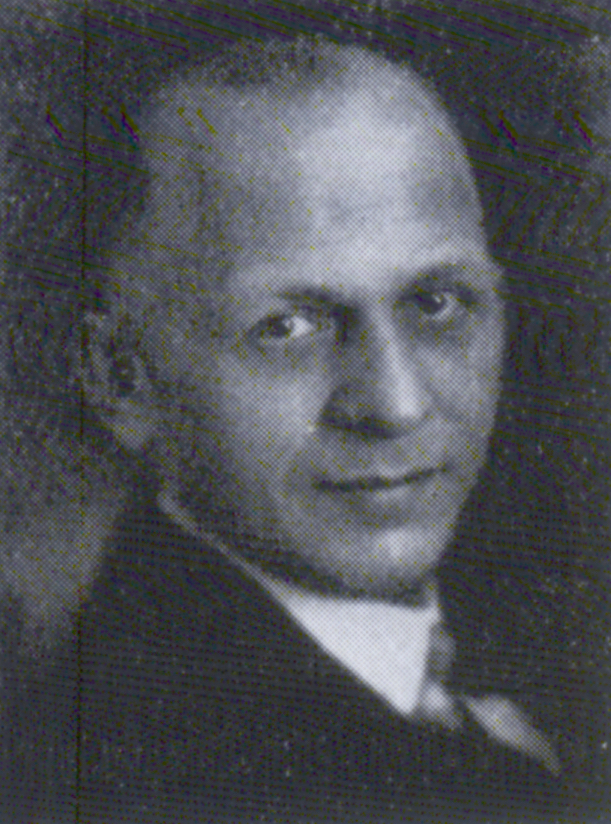
Walther Kaufmann, um 1931

Franz Paul Walther Kaufmann (* 7. Dezember 1887 in Lützen; † 5. Juni 1965 in Lochham) war ein deutscher Wasserbauingenieur und Hochschullehrer.

## Leben
Kaufmann besuchte die Schule in Weißenfels und studierte an der Technischen Hochschule Stuttgart sowie an der Technischen Universität Hannover, wo er 1913 das Diplom als Bau- und Maschinenbauingenieur erwarb. Seit 1908 war er Mitglied der Burschenschaft Hilaritas Stuttgart. 1913 war er als Statiker bei der Zeppelin-Hallenbau-Gesellschaft in Berlin tätig. Von August 1914 an wurde er für ein Jahr zum Heeresdienst im Ersten Weltkrieg eingezogen. Seine Promotion zum Dr.-Ing. erfolgte 1916 an der Technischen Hochschule Hannover. Im Jahr 1917 war er zunächst Bürovorstand und dann Oberingenieur bei der Karl Schiege A. G. für Eisenkonstruktionen und Brückenbau in Leipzig-Paunsdorf.
Es folgte 1919 eine Tätigkeit als Assistent für Statik und Eisenbau an der TH Hannover. 1920 wurde er zunächst Privatdozent und war von 1922 bis 1932 Dozent für Statik der räumlichen Systeme und Eisenbau. Ab 1922 lehrte er als ordentlicher Professor für Mechanik für Bauingenieure an der TH Hannover. 1929 wurde er beauftragt, auch den Fachbereich der technischen Hydromechanik (Strömungslehre) zu vertreten. Ab diesem Zeitpunkt gehörte zu seinem Lehrgebiet die Mechanik (Statik und Dynamik), die Festigkeitslehre und die Hydrodynamik.
Kaufmann wechselte 1932 als ordentlicher Professor für Technische Mechanik und Strömungsmechanik an die Technische Hochschule München. Ab 1943 war er Direktor des von ihm gegründeten Aerodynamischen Laboratoriums (später Institut für Strömungsmechanik), welches ein Hyperschall-Windkanal in Kochel am See plante. Gegen Ende des Zweiten Weltkriegs wurde das Aerodynamische Laboratorium zerstört und anschließend von Kaufmann wiederaufgebaut. Der zweite Mechanik-Lehrstuhl der TH München mit angeschlossenem Institut für Strömungsmechanik entwickelte sich unter seiner Leitung in Richtung der Aerodynamik. Anfang der 1950er-Jahre ersetzte er den kriegszerstörten Windkanal durch einen neuen Windkanal Göttinger Bauart.
Nach seiner Emeritierung im Jahr 1955 wurde er noch weitere zwei Jahre mit der Vertretung seines Lehrstuhles und Instituts betraut.
Einblick in sein Wirken als Hochschullehrer und Forscher geben seine umfangreichen Veröffentlichungen. Kaufmanns Arbeiten auf dem Gebiet der Strömungslehre sind in mehreren Veröffentlichungen, so beispielsweise in den Lehrbüchern „Angewandte Hydromechanik“, 2 Bände, „Technische Hydro- und Aerodynamik“ und „Fluid Mechanics“ niedergelegt.

## Ehrungen
Kaufmann wurde 1940 zum ordentlichen Mitglied der Bayerischen Akademie der Wissenschaften in München ernannt. 1961 wurde ihm die Ehrendoktorwürde der TH Hannover verliehen und im Jahr 1964 der Bayerische Verdienstorden.